# ダニエル・カーソン・グッドマン
ダニエル・カーソン・グッドマン（Daniel Carson Goodman,  1881年8月24日 - 1957年5月16日）は、アメリカ合衆国の俳優、劇作家である。

## 来歴
1881年8月24日、イリノイ州シカゴに生まれる。俳優として活躍する一方、生涯に28作のサイレント映画の脚本を著した。
1917年8月28日、ニューヨーク州オシニングにて、婚約者だったフローレンス・ラ・バディを乗せて運転していた車が丘の上から転落するという交通事故を起こした。グッドマンは軽傷で済んだものの、ラ・バディは重傷を負い、約1ヶ月半後の10月13日に29歳で死亡した。1924年11月19日には、ウィリアム・ランドルフ・ハーストが主催した大型豪華ヨットクルージングにおいて発生した事件に遭遇。オナイダ号で航海中、映画プロデューサーのトーマス・H・インスが心臓発作で急死した事件であるが、グッドマンは急に倒れたインスに対し、心臓蘇生措置を施し、インスを医者の元へ送っている（病院に着く前に、インスは死亡）。
ラ・バディを交通事故で亡くした後、1923年に女優のアルマ・ルーベンスと結婚したが、1925年に離婚（ルーベンスは1931年に肺炎のため33歳で死去）。1957年5月16日にデラウェア州ウィルミントンにて75年の生涯を閉じた。

## 出演作品

### 映画
- Sapho (1913)
- The Green-Eyed Devil (1914)
- Imar the Servitor (1914)
- The Battle of the Sexes (1914)
- Thoughtless Women (1920)
- What's Wrong with the Women? (1920)
- The Daring Years (1923)